# ثري فيلدز انترتينمت
ثري فيلدز إنترتينمنت المحدودة هو استوديو تطوير ألعاب الفيديو بريطاني. تم تأسيسه في فبراير 2014 من قبل اليكس وارد وفيونا سبيري، اللذان سبق لهما تأسيس كريتريون جيمز، إلى جانب المطور Paul Ross الذي عمل معهما عند كريتريون جيمز.

## التاريخ

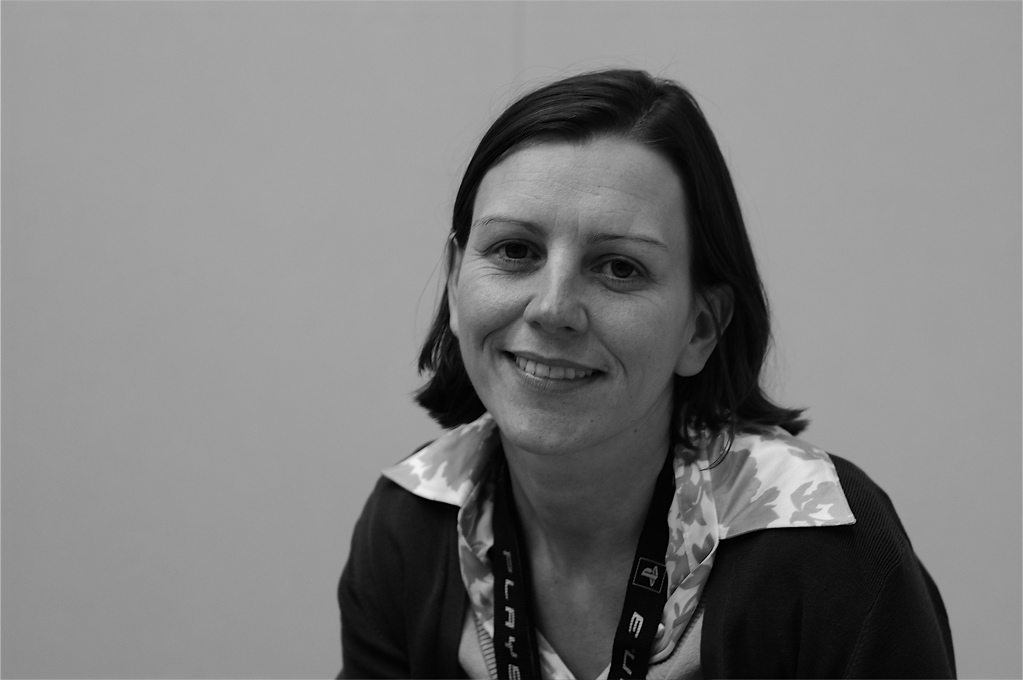
شارك سبيري في تأسيس ثري فيلدز انترتينمت بعد مغادرتها الفنون الإلكترونية

قام وارد وسبيري بتأسيس كريتريون جيمز في عام 2000 من كريتريون للبرمجيات، وهي الشركة التي طورت محرك ريندر وير المستخدم في تصميم العديد من عناوين منصات الالعاب. تم الاستحواذ على استوديو كريتريون جيمز من قبل إلكترونيك آرتس في عام 2004، لتصبح ناشر الاستوديو. من بين العناوين الأخرى، كانت كريتريون معروفة بسلسلة بيرن أوت والتي كانت سلسلة من ألعاب السباقات الذي يركز اسلوب اللعب فيها على التصادم بالمتسابقين الآخرين واتخاذ استراتيجيات عدوانية أخرى للفوز بدلاً من القيادة المتقنة.
في عام 2011، ;كلفت EA كريتريون لتطوير سلسلة نيد فور سبيد والتي قائمة على محاكاة القيادة الواقعية. في حوالي عام 2013، نقلت EA تطوير سلسلة نيد فور سبيد إلى استوديو غوست جيمز، محولة بذلك حوالي 80 ٪ من المطورين العاملين في كريتريون بشكل دائم إلى غوست جيمز، مع اعطاء كريتريون دورًا استشاريًا في التطوير. لم يكن وارد أو سبيري معجبين بهذا التحويل ولا إدارة الشركة في ظل EA . في نوفمبر 2013، قرر كل من وارد، وسبيري، وبول روس، أحد مطوري كريتريون قرروا مغادرة الاستوديو ليبدوأ من استديو جديد على الرغم من أنهم كان عليهم الانتظار حتى انتهاء عقودهم قبل بدء أي مشروع جديد.
تم الإعلان عن الاستوديو الجديد، ثري فيلدز انترتينمت، في مارس 2014. واقترح الاسم على ثري فيلدز (أي ثلاثة حقول) استنادا على حقيقة كون المؤسسين الثلاثة لديهم خبرات في نفس المجالات الثلاثة المتعلقة بتطوير الالعاب وهي التصميم والرسم والهندسة. منذ تأسيس الاستديو انضم العديد من مطوري ألعاب كريتيريون السابقين إلى ه.
كان أحد أهدافهم الاساسية في الاستوديو تطوير تكملة روحية لسلسلة بورن اوت ، مع التركيز بشكل خاص على إضافة مود «كراش»، حيث يقوم اللاعبون في هذا المود بقيادة المركبات بسرعات عالية إلى جموع من المركبات الأخرى لإحداث أكبر قدر ممكن من الضرر.  أعلن الاستوديو عن أول لعبة فيديو له دينجروز غولف في يناير 2016 وتم إصداره في يونيو 2016، كنقطة انطلاق للاستوديو نحو تحقيق هدفهم. على غرار «كراش»، كان اللاعب يضرب كرة جولف في مساحة مغلقة لإحداث أكبر قدر ممكن من الضرر. ساعد العنوان الاستوديو، وبدعم من استوديو إيبك غيمز المجاور من فرع الاستوديو في غلدفورد. في فهم محرك Unreal, كما ساعد أيضا على تضمين المزيد من المحركات الفيزيائية الوسيطة لجعل التدمير أكثر واقعيًة. 
عنوانهم الثاني كان ليثل في آر والتي كانت لعبة واقع افتراضي تحاكي ميادين العاب الرماية وألعاب الأروقة المستندة إلى البندقية الخفيفة مثل بوينت بلانك وتايم كرايسيس. تم إصدار العنوان في ديسمبر 2016.
ا